# تيد هوارد
تيد هوارد (بالإنجليزية: Ted Howard)‏ هو سياسي نيوزلندي، ولد في 18 يونيو 1868 في برستل في المملكة المتحدة، وتوفي في 26 أبريل 1939. حزبياً، نشط في New Zealand Socialist Party ‏ وحزب العمال النيوزيلندي. وقد انتخب عضو مجلس النواب نيوزيلندا.